# Kurfürst 2. farkasfalka
A Kurfürst 2. farkasfalka a Kriegsmarine tengeralattjárókból álló második világháborús támadóegysége volt, amely összehangoltan tevékenykedett 1941. augusztus 23. és 1941. szeptember 2. között az Atlanti-óceán északi részén, főleg Izlandtól délre. A második Kurfürst (Választófejedelem) farkasfalka hét búvárhajóból állt, amelyek nem süllyesztettek el hajót. A tengeralattjárók nem szenvedtek veszteséget.

## A farkasfalka tengeralattjárói
| A hajó száma | Parancsnoka                  | Részvétel kezdete   | Részvétel vége      |
| ------------ | ---------------------------- | ------------------- | ------------------- |
| U–77         | Heinrich Schonder            | 1941. augusztus 23. | 1941. szeptember 2. |
| U–96         | Heinrich Lehmann-Willenbrock | 1941. augusztus 28. | 1941. szeptember 2. |
| U–206        | Herbert Opitz                | 1941. augusztus 23. | 1941. szeptember 2. |
| U–553        | Karl Thurmann                | 1941. augusztus 23. | 1941. szeptember 2. |
| U–563        | Klaus Bargsten               | 1941. augusztus 23. | 1941. szeptember 2. |
| U–567        | Theodor Fahr                 | 1941. augusztus 23. | 1941. szeptember 2. |
| U–568        | Joachim Preuss               | 1941. augusztus 23. | 1941. szeptember 2. |